# چمپه
چمپه، روستایی در دهستان حومه بخش مرکزی شهرستان بندر لنگه در استان هرمزگان ایران است.
این روستا در پایه کوه چمپه واقع شده‌است.

## مردم و امکانات
مذهب مردم این روستا، اهل سنت و از پیروان امام محمد ادریس شافعی هستند.
دارای مسجد، وبرکه (آب‌انبار) می‌باشد. به زبان فارسی به لهجه محلی تکلم می‌کنند.

## پیشه
مردم این روستا اهل کار وکاسبی و خدمت‌گذاری هستند که به جد و جهد کار می‌کنند، و از رودخانه معدن نمک، نمک جمع‌آوری می‌کنند و به بار شتر می‌کنند و در روستاهای اطراف خودشان می‌فروشند و از این راه گذران زندگی می‌کنند.

## جمعیت
بر پایه سرشماری عمومی نفوس و مسکن در سال ۱۳۹۵، جمعیت این روستا برابر با ۱۵۶ نفر (۴۴ خانوار) بوده‌است.